# È caduta una stella
È caduta una stella (A Star Is Bored) è un film del 1956 diretto da Friz Freleng. È un cortometraggio animato della serie Looney Tunes, prodotto dalla Warner Bros. e uscito negli Stati Uniti il 15 settembre 1956. Il cartone animato amplia la rivalità raffigurata tra Bugs Bunny e Daffy Duck in film come Il coniglio focoso di Chuck Jones, questa volta ponendo l'azione in un contesto di show-biz. In questo cortometraggio Daffy deve fare da controfigura a Bugs in ogni comica che gli Warner considerano troppo pericolosa per la loro star di punta.
La rivalità show-biz tra Bugs e Daffy sarà ripresa e ampliata da Friz Freleng nei due corti Gelosia da primadonna (1957) e Visita a Hollywood (1960). Sarà inoltre parte fondamentale della trama del film Looney Tunes: Back in Action nel 2003.

## Trama
Daffy, invidioso della fama di Bugs, decide di andare dal direttore del casting, che sta cercando una controfigura per Bugs. Daffy dice al direttore di avere molti talenti, e l'uomo lo assume come controfigura del coniglio. Travestito da coniglio, Daffy inizia il suo lavoro sostituendo Bugs nelle scene pericolose e, pur cercando di evitarlo, viene colpito da armi da fuoco, cade da un albero, finisce quasi mangiato da un pesce e si schianta con un aereo. Così si lamenta con il direttore del casting, dicendo di volere un ruolo da protagonista. Viene accontentato e recita in un film intitolato Il papero. Il copione prevede che Daffy dica "Mi chiedo dove sono finiti i cacciatori oggi" e venga poi colpito dai fucili di molti cacciatori di anatre. Dopo gli spari, un infuriato Daffy si chiede chi abbia scritto il copione: è stato Bugs.

## Distribuzione

### Edizione italiana
Esistono due doppiaggi italiani del corto. Il primo è stato effettuato negli anni ottanta dalla Effe Elle Due ed è incluso nell'edizione DVD, mentre il secondo, effettuato nel 1998 dalla Time Out Cin.ca, è stato distribuito in VHS e trasmesso in TV.

## Edizioni home video

### VHS
Il cortometraggio è incluso con il ridoppiaggio nella VHS Provaci ancora, Taddeo.

### DVD
Il cortometraggio è incluso, col primo doppiaggio, nel DVD I tuoi amici a cartoni animati! - Daffy Duck.